# Lasius
Lasius Fabricius, 1804 è un genere di formiche appartenente alla sottofamiglia Formicinae, diffuse nelle aree a clima temperato dell'emisfero settentrionale, in particolare dell'Europa centrale e dell'America settentrionale.

## Descrizione

### Operaie
Come in molte altre formicine, le operaie di Lasius sono monomorfiche. Esse sono caratterizzate da un peziolo conico di dimensioni ridotte, più basso dell'epinoto ed unito alla parte anteriore dell'addome. Il capo, di forma ovale, presenta un margine occipitale concavo ed un clipeo ed una fronte prominenti, mentre il torace, alto, irregolare e corto, presenta un pronoto rialzato rispetto all'epinoto, e separato da questo da un mesonoto convesso facilmente distinguibile. Le antenne sono costituite da 11 funicoli e, in alcune specie, presentano una parte terminale leggermente ingrossata, mentre le mandibole, piccole e leggermente distaccate dalla sommità dell'apparato boccale, presentano 6 denti all'estremità. L'addome, di forma ovale e suddiviso in 4 o 5 sezioni da bande circolari, più o meno spesse, è apopuntito all'estremità ed è di dimensioni leggermente maggiori rispetto al resto del corpo. Le zampe, corte e sottili, presentano coxe ingrossate.

### Regine e maschi
Le regine di Lasius sono molto più grandi delle operaie. Esse sono caratterizzate dalla presenza di ocelli generalmente poco sviluppati e da un torace alto, presentante un pronoto unito al mesonoto ed un epinoto abbassato rispetto a questi. L'addome, di aspetto voluminoso, è suddiviso in 4 o 5 sezioni, come nelle operaie. I maschi, di dimensioni minori rispetto a quelle delle operaie, presentano ocelli sviluppati sul loro capo di forma vagamente triangolare, e sono caratterizzati da un addome avente una parte posteriore allungata.

## Biologia
Le colonie di Lasius superano generalmente i 100.000 esemplari adulti. Esse nidificano in ambienti ricchi di vegetazione, costruendo il nido nel terreno o, più raramente, in alcune specie, all'interno del tronco o delle radici degli alberi. Le operaie raccoglitrici, che raccolgono il cibo autonomamente, si nutrono principalmente della melata prodotta da emitteri parassiti delle piante, quali afidi e cocciniglie, con i quali vivono in simbiosi, proteggendoli dai predatori e curandone la distribuzione sulle piante nell'ambiente esterno al nido. Le operaie immagazzinano i liquidi zuccherini che assimilano dalle secrezioni degli emitteri nell'addome semi-estensibile, per poi, all'interno del nido, distribuirli alle compagne per trofallassi (rigurgito del cibo dall'ingluvie). Le colonie entrano in letargo in alcuni mesi invernali. Le sciamature (dispersione dei maschi e delle giovani regine dal nido per l'accoppiamento e per la fondazione di nuove colonie) avvengono in estate.
Alcune specie di Lasius sono parassite sociali facoltative, in quanto praticano la dulosi nei confronti di altre specie appartenenti allo stesso genere, e ricorrono all'usurpazione (vedi "dulosi" od il paragrafo relativo nella voce "Formicidae") per fondare nuove colonie.

## Tassonomia
Il genere Lasius comprende le seguenti specie:
- Lasius alienoflavus Bingham, 1903
- Lasius alienus (Foerster, 1850)
- Lasius americanus Emery, 1893
- † Lasius anthracinus (Heer, 1867)
- Lasius aphidicola (Walsh, 1863)
- Lasius arizonicus Wheeler, 1917
- Lasius atopus Cole, 1958
- Lasius austriacus Schlick-Steiner et al., 2003
- Lasius balcanicus Seifert, 1988
- Lasius balearicus Talavera et al., 2015
- Lasius bicornis (Foerster, 1850)
- Lasius bombycina Seifert & Galkowski, 2016
- Lasius brevicornis Emery, 1893
- Lasius breviscapus Seifert, 1992
- Lasius brunneus (Latreille, 1798)
- Lasius buccatus Stärcke, 1942
- Lasius bureni (Wing, 1968)
- Lasius californicus Wheeler, 1917
- Lasius capitatus (Kuznetsov-Ugamsky, 1927)
- Lasius carniolicus Mayr, 1861
- Lasius casevitzi Seifert & Galkowski, 2016
- † Lasius chambonensis Théobald, 1935
- Lasius cinereus Seifert, 1992
- Lasius citrinus Emery, 1922
- Lasius claviger (Roger, 1862)
- Lasius colei (Wing, 1968)
- Lasius coloradensis Wheeler, 1917
- Lasius coloratus Santschi, 1937
- Lasius creightoni (Wing, 1968)
- Lasius crinitus (Smith, 1858)
- † Lasius crispus Théobald, 1935
- Lasius crypticus Wilson, 1955
- Lasius distinguendus (Emery, 1916)
- Lasius draco Collingwood, 1982
- Lasius elevatus Bharti & Gul, 2013
- Lasius emarginatus (Olivier, 1792)
- † Lasius epicentrus Théobald, 1937
- Lasius escamole Reza, 1925
- Lasius exulans Fabricius, 1804
- Lasius fallax Wilson, 1955
- Lasius flavescens Forel, 1904
- Lasius flavoniger Seifert, 1992
- Lasius flavus (Fabricius, 1782)
- Lasius fuji Radchenko, 2005
- Lasius fuliginosus (Latreille, 1798)
- Lasius gebaueri Seifert, 1992
- † Lasius globularis (Heer, 1849)
- † Lasius glom LaPolla & Greenwalt, 2015
- Lasius grandis Forel, 1909
- Lasius hayashi Yamauchi & Hayashida, 1970
- Lasius hikosanus Yamauchi, 1979
- Lasius himalayanus Bingham, 1903
- Lasius hirsutus Seifert, 1992
- Lasius humilis Wheeler, 1917
- Lasius illyricus Zimmermann, 1935
- † Lasius inflatus (Zhang, 1989)
- Lasius interjectus Mayr, 1866
- Lasius japonicus Santschi, 1941
- Lasius jensi Seifert, 1982
- Lasius karpinisi Seifert, 1992
- Lasius koreanus Seifert, 1992
- Lasius lasioides (Emery, 1869)
- Lasius latipes (Walsh, 1863)
- Lasius lawarai Seifert, 1992
- † Lasius longaevus (Heer, 1849)
- Lasius longiceps Seifert, 1988
- Lasius longicirrus Chang & He, 2002
- † Lasius longipennis (Heer, 1849)
- Lasius magnus Seifert, 1992
- Lasius meridionalis (Bondroit, 1920)
- Lasius mexicanus Wheeler, 1914
- Lasius mikir Collingwood, 1982
- Lasius minutus Emery, 1893
- Lasius mixtus (Nylander, 1846)
- Lasius monticola (Buckley, 1866)
- † Lasius mordicus Zhang, 1989
- Lasius morisitai Yamauchi, 1979
- Lasius murphyi Forel, 1901
- Lasius myops Forel, 1894
- Lasius myrmidon Mei, 1998
- Lasius neglectus Van Loon et al., 1990
- † Lasius nemorivagus Wheeler, 1915
- Lasius neoniger Emery, 1893
- Lasius nevadensis Cole, 1956
- Lasius niger (Linnaeus, 1758)
- Lasius nigrescens Stitz, 1930
- Lasius nipponensis Forel, 1912
- Lasius nitidigaster Seifert, 1996
- † Lasius oblongus Assmann, 1870
- Lasius obscuratus Stitz, 1930
- Lasius occidentalis Wheeler, 1909
- † Lasius occultatus (Heer, 1849)
- † Lasius ophthalmicus (Heer, 1849)
- Lasius orientalis Karavaiev, 1912
- Lasius pallitarsis (Provancher, 1881)
- Lasius paralienus Seifert, 1992
- † Lasius peritulus (Cockerell, 1927)
- Lasius piliferus Seifert, 1992
- Lasius platythorax Seifert, 1991
- Lasius plumopilosus Buren, 1941
- Lasius pogonogynus Buren, 1950
- Lasius productus Wilson, 1955
- Lasius przewalskii Ruzsky, 1915
- Lasius psammophilus Seifert, 1992
- Lasius pubescens Buren, 1942
- † Lasius pumilus Mayr, 1868
- † Lasius punctulatus Mayr, 1868
- Lasius rabaudi (Bondroit, 1917)
- Lasius reginae Faber, 1967
- Lasius rubiginosa (Latreille, 1802)
- Lasius ruficornis (Fabricius, 1804)
- Lasius sabularum (Bondroit, 1918)
- Lasius sakagamii Yamauchi & Hayashida, 1970
- Lasius schaeferi Seifert, 1992
- † Lasius schiefferdeckeri Mayr, 1868
- Lasius schulzi Seifert, 1992
- Lasius sitiens Wilson, 1955
- Lasius sonobei Yamauchi, 1979
- Lasius spathepus Wheeler, 1910
- Lasius speculiventris Emery, 1893
- Lasius subglaber Emery, 1893
- Lasius subumbratus Viereck, 1903
- Lasius talpa Wilson, 1955
- Lasius tapinomoides Salata & Borowiec, 2018
- Lasius tebessae Seifert, 1992
- † Lasius tertiarius Zalessky, 1949
- Lasius tibialis Santschi, 1936
- † Lasius truncatus Zhang, 1989
- Lasius turcicus Santschi, 1921
- Lasius umbratus (Nylander, 1846)
- Lasius uzbeki Seifert, 1992
- † Lasius validus Zhang, 1989
- Lasius vestitus Wheeler, 1910
- † Lasius vetulus Dlussky, 1981
- Lasius viehmeyeri Emery, 1922
- Lasius wittmeri Seifert, 1992
- Lasius xerophilus MacKay & MacKay, 1994